# Edmund Piątkowski

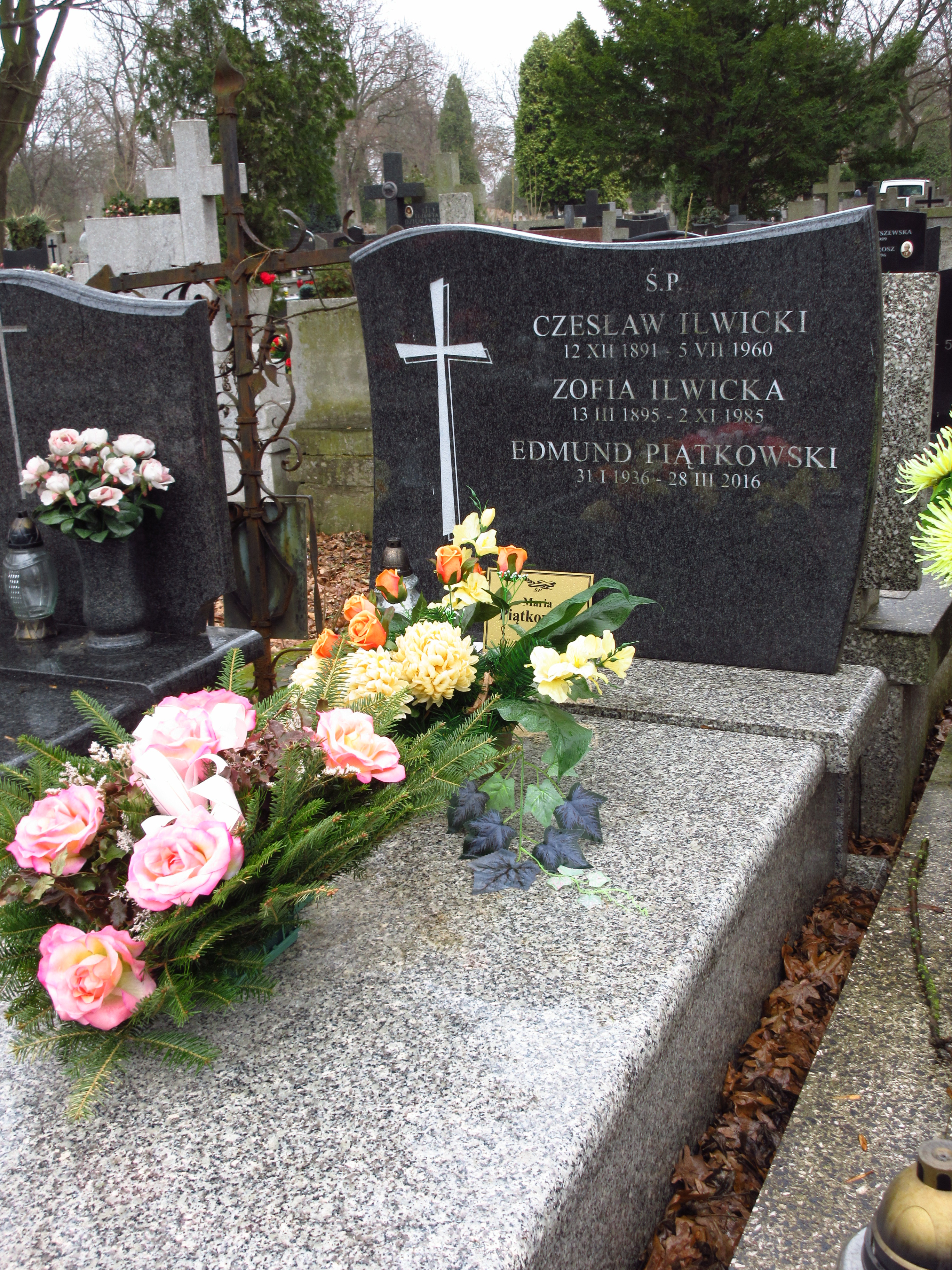
Grób Marii i Eugeniusza Piątkowskich na cmentarzu Bródnowskim

Edmund Piątkowski (ur. 31 stycznia 1936 we Florentynowie, zm. 28 marca 2016 w Warszawie) – polski lekkoatleta, dyskobol, mistrz Europy i rekordzista świata. 
W 1958 r. zdał egzaminy maturalne w I Państwowym Gimnazjum im. Mikołaja Kopernika w Łodzi. 
Startował w latach pięćdziesiątych i sześćdziesiątych XX wieku, będąc wówczas jednym z czołowych zawodników świata w rzucie dyskiem. Trzykrotnie brał udział w igrzyskach olimpijskich: w Rzymie (1960) zajął 5. miejsce, a w Tokio (1964) i w Meksyku (1968) był siódmy.
Czterokrotnie startował w mistrzostwach Europy. Zdobył złoty medal w Sztokholmie 1958 z wynikiem 53,92 m. Był czwarty w Belgradzie 1962 i w Budapeszcie 1966 oraz dwunasty na zakończenie swej kariery w Atenach 1969.
Na zawodach w Końskich 2 maja 1959 r. ustanowił rekord Europy wynikiem 57,55 m.
54-krotny reprezentant kraju w meczach międzypaństwowych (1954–1969): 57 startów, 34 zwycięstwa indywidualne.
14 czerwca 1959 podczas Memoriału Kusocińskiego na Stadionie Dziesięciolecia ustanowił rekord świata wynikiem 59,91 m (wynik po ponad dwóch latach poprawił Amerykanin Jay Silvester). Dwukrotnie bił także rekord Europy (57,89 w 1959 i 60,47 w 1961), a trzynaście razy rekord Polski (ostatni 61,12 w 1967).
Był trzynastokrotnym mistrzem Polski w rzucie dyskiem: 1955, 1957, 1958, 1959, 1960, 1961, 1962, 1963, 1964, 1965, 1966, 1968 i 1969.
W 1956 zdobył złoto halowych mistrzostw kraju w tej konkurencji.
W 1959 i 1961 pierwszy w rankingu światowym w rzucie dyskiem.
Został wybrany najlepszym sportowcem Polski w Plebiscycie Przeglądu Sportowego 1959, a poza tym był piąty w 1958 i czwarty w 1961.
Reprezentował barwy ŁKS Łódź (1954–1956), Śląska Wrocław (1957–1958) i Legii Warszawa (1959–1969).
Rekordy życiowe:
- rzut dyskiem – 61,12
- pchnięcie kulą – 18,05

Był mężem lekkoatletki olimpijki Marii Piątkowskiej, z którą miał dwóch synów. Został bohaterem reportażu Wielki rzut (1959) Ryszarda Kapuścińskiego, opublikowanego w tygodniku „Polityka” (nr 48).
Postanowieniem prezydenta RP Aleksandra Kwaśniewskiego z 14 grudnia 1999 został odznaczony Krzyżem Oficerskim Orderu Odrodzenia Polski za wybitne zasługi dla rozwoju sportu, za osiągnięcia w działalności na rzecz Polskiego Związku Lekkiej Atletyki.
Został pochowany na cmentarzu Bródnowskim w Warszawie (kwatera 12O-7-27).